# キューティーハニーF ミュージックコレクション
『キューティーハニーF ミュージックコレクション』は、テレビアニメ『キューティーハニーF』の1枚目のサウンドトラックアルバム。1997年7月19日に日本コロムビアより発売された。全21曲収録。

## 概要
- 佐橋俊彦他が手がけたTVアニメのBGM17トラックを収録している。本CDは1トラック内に数曲をまとめて収録する構成となっているため、実質的なBGMの収録曲数は43曲である。
- イメージソング3曲のインストゥルメンタル・バージョン、オープニングテーマ「キューティーハニー」のTVサイズ、インストゥルメンタル・バージョンも収録している。

## 曲目リスト
BGMトラックの（）内はMナンバーを示している。
1. 伝説の乙女が今... [1:38]　（M2B）
2. 「キューティーハニー」TVサイズ [1:30]
3. ZORA-Oh my goddess- [4:41]　（M4、M18A、M19、M22）
4. パンサークロー暗躍 [5:42] 　（M34、M35A、M41、M38）
5. 聖チャペル学園 [5:53]　（M9、M27、M24A、M26）
6. 明日のDoor〜The Theme Of Kisaragi Honey〜（INSTRUMENTAL VERSION） [3:22]
7. お父さま-Dr.Kisaragi- [5:49] 　（M25A、M30、M29、M10）
8. 黄昏のプリンスさま [4:26]　（M23A、M28、M11）
9. 夜霧のハニー（INSTRUMENTAL VERSION） [3:17]
10. パンサークロー襲撃! [4:43]　（M5A、M20B、M20C、M21）
11. ハニーフラッシュ!! [1:57]　（M74A）
12. 変わるわよ [3:22]　（M16、M1B）
13. 愛の力を信じて [4:07]　（M75、M70、M33）
14. キューティーハニー（INSTRUMENTAL VERSION） [1:55]
15. きっとVictory!〜The Theme Of Cutey Honey〜（SCAT VERSION） [3:47]
16. ハニー・ライトニング・フレア!! [1:21]　（M17B）
17. せつないけど泣かない [4:34]　（M39、M40、M42）
18. その胸に美しき花が眠る [0:47]　（M6、M7）
19. 好敵手......誕生 [1:20]　（M45A）
20. Main Theme Another Version1 [4:39]　（M18C、M20A、M23B）
21. Main Theme Another Version2 [4:56]　（M74B、M1A、M17A）